# 班戈 (阿拉巴馬州)
班戈（英語：Bangor）是一個位於美國阿拉巴馬州布朗特縣的非建制地區。該地的面積和人口皆未知。

## 地理
班戈的座標為33°58′28″N 86°45′24″W / 33.974444°N 86.756667°W，而該地最高點為海拔高度145米（即476英尺）。